# Castle Hill (Berg)
Der Castle Hill (deutsch: Burg-Hügel) bezeichnet einen auf einer Höhe von 920 m gelegenen Hügel im Zentrum der neuseeländischen Südinsel. Das Gebiet ist Teil des Kura Tāwhiti Conservation Area. Die etwa einen Kilometer nördlich gelegene Ansiedlung trägt den Namen Castle Hill Village.

## Geographie
Der Hügel liegt in einem Tal zwischen der westlichen Craigieburn Range und der östlichen Torlesse Range. Er befindet sich etwa 90 km nordwestlich von Christchurch und 100 km südöstlich von Greymouth am New Zealand State Highway 73, der die beiden Städte verbindet, und im Süden über den Porters Pass nach Springfield führt. Durch die nördlich gelegene Ansiedlung Castle Hill Village fließt der Thomas River, im Osten des Hügels der Porter River, die beide ihre Wasser dem Broken River zutragen. Weitere Erhebungen in der Region und in ganz Neuseeland tragen den Namen Castle Hill.

## Geschichte
Seinen Namen bekam der Hügel wegen seiner großen Anzahl von unterschiedlich großen in der Gegend verstreut liegenden Felsblöcken aus Kalkstein. Diese erinnern entfernt an eine alte, heruntergekommene Burg. Große Teile der ehemaligen ChristChurch Cathedral in Christchurch bestanden aus Kalksteinen des Castle Hill.
Im Jahr 2002 bezeichnete Tendzin Gyatsho, der 14. Dalai Lama, den Castle Hill als ein "Spirituelles Zentrum des Universums". In der nahe gelegenen gleichnamigen Siedlung gibt es einige Ferienhäuser.
Der Castle Hill selbst ist eines der wichtigsten Zentren der neuseeländischen Kletterszene. Schon die Wetterbedingungen alleine sind wegen des geringen Niederschlags für das Klettern gut geeignet. Des Weiteren bieten sich die zahllosen unterschiedlich großen Kalkblöcke äußerst gut zum Bouldern an.
Das Gebiet verzeichnet seit 2005 zusätzliche Touristenbesuche, da Teile des Films Die Chroniken von Narnia: Der König von Narnia in der Nähe gedreht wurden.

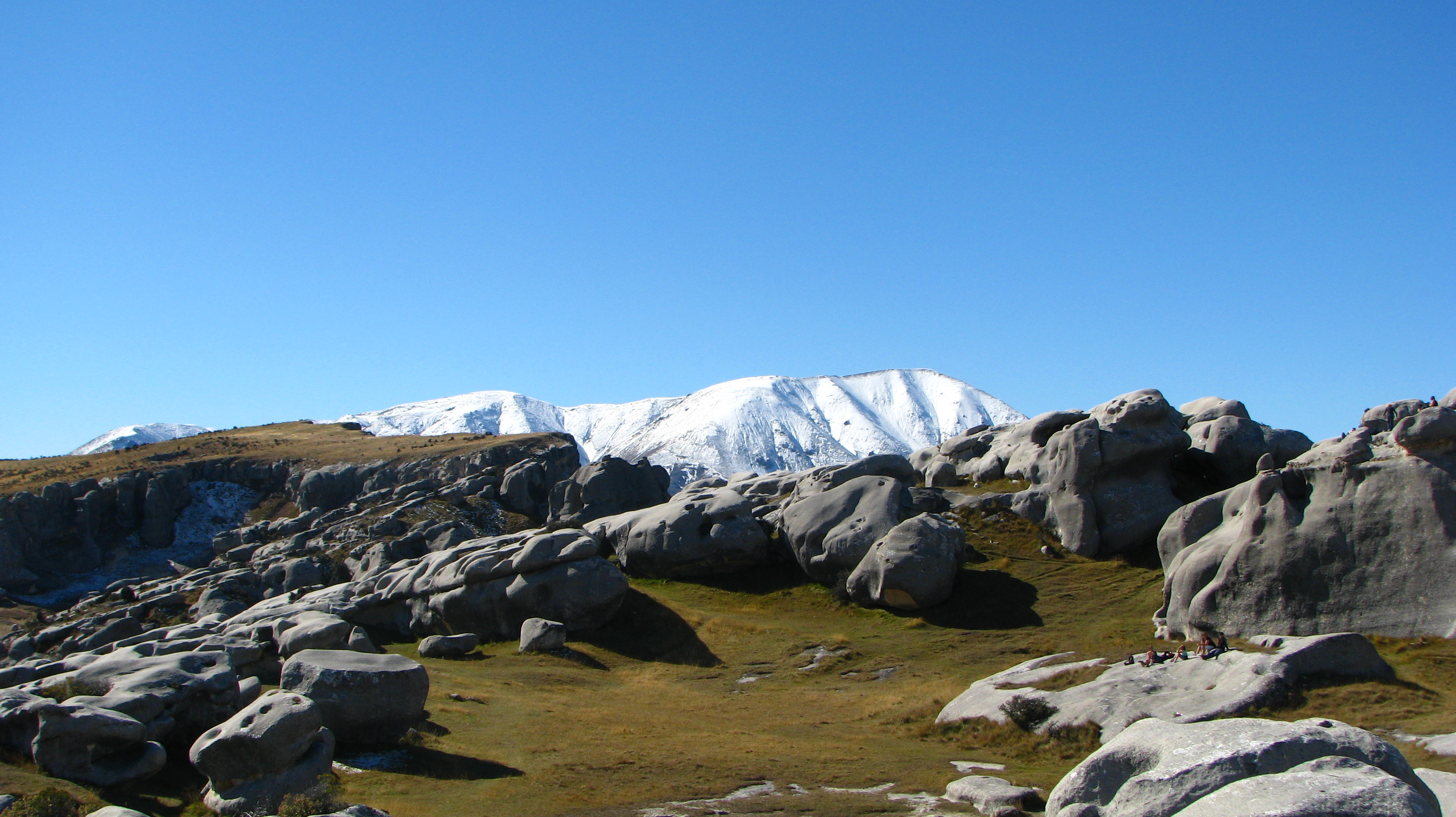
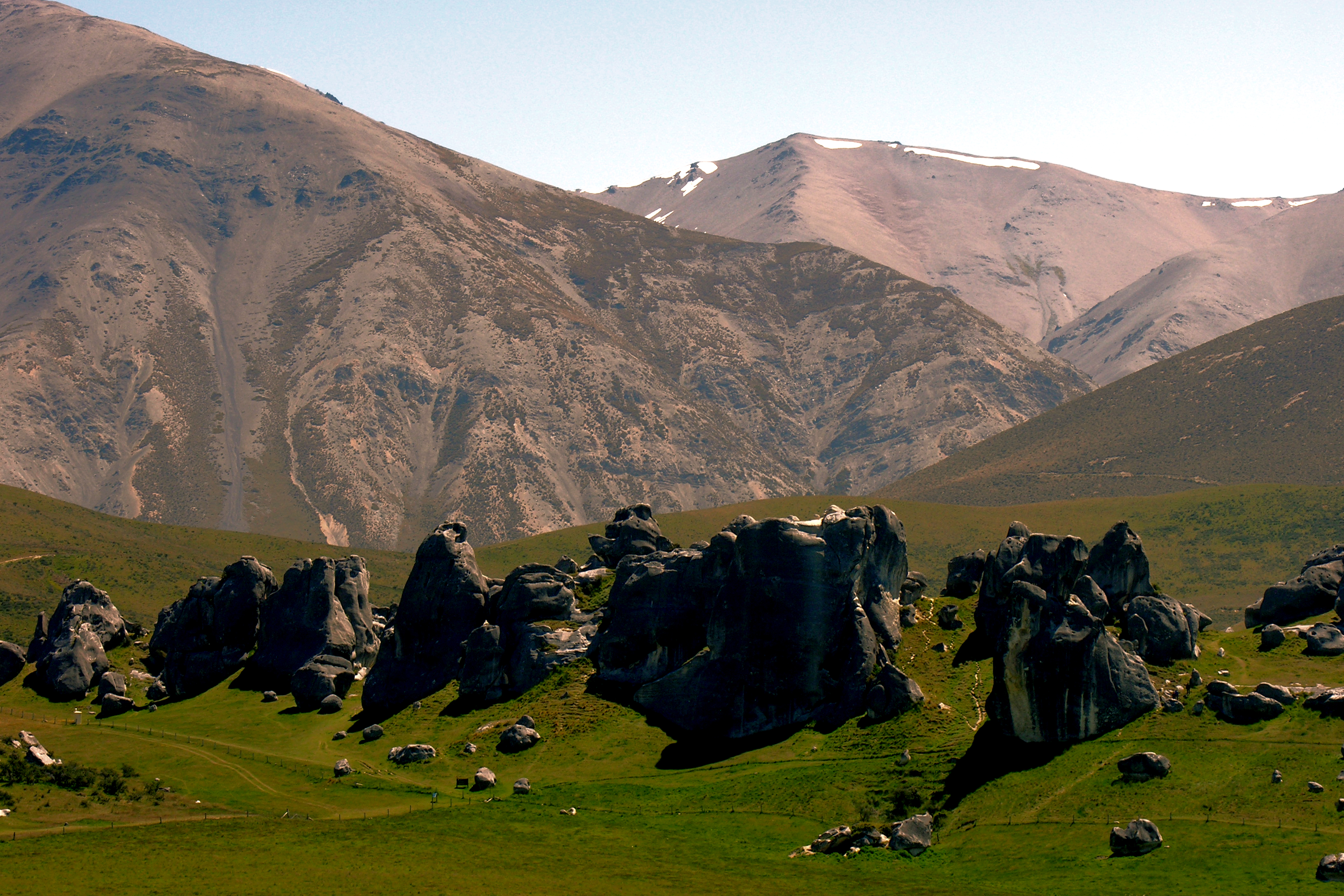
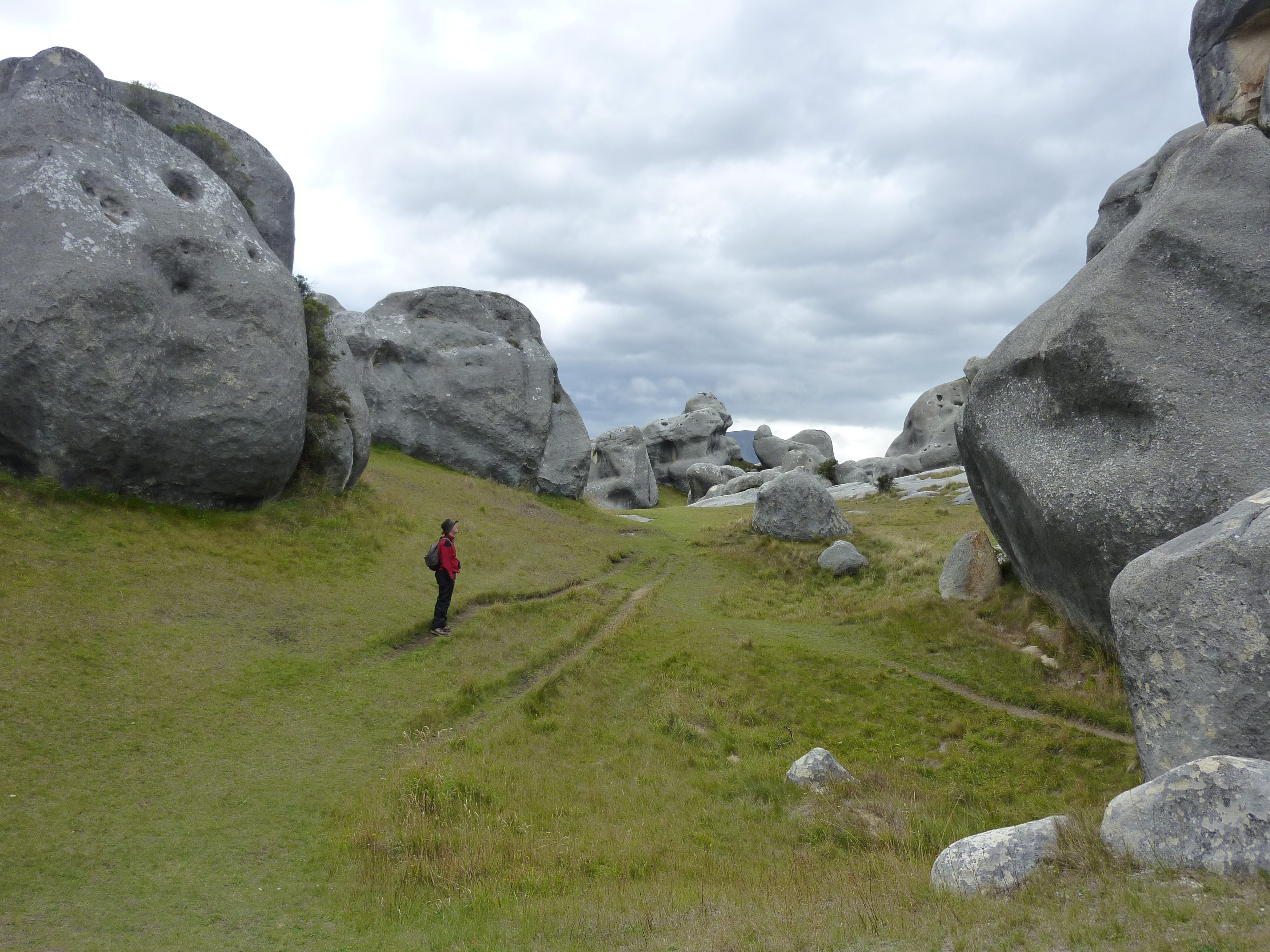
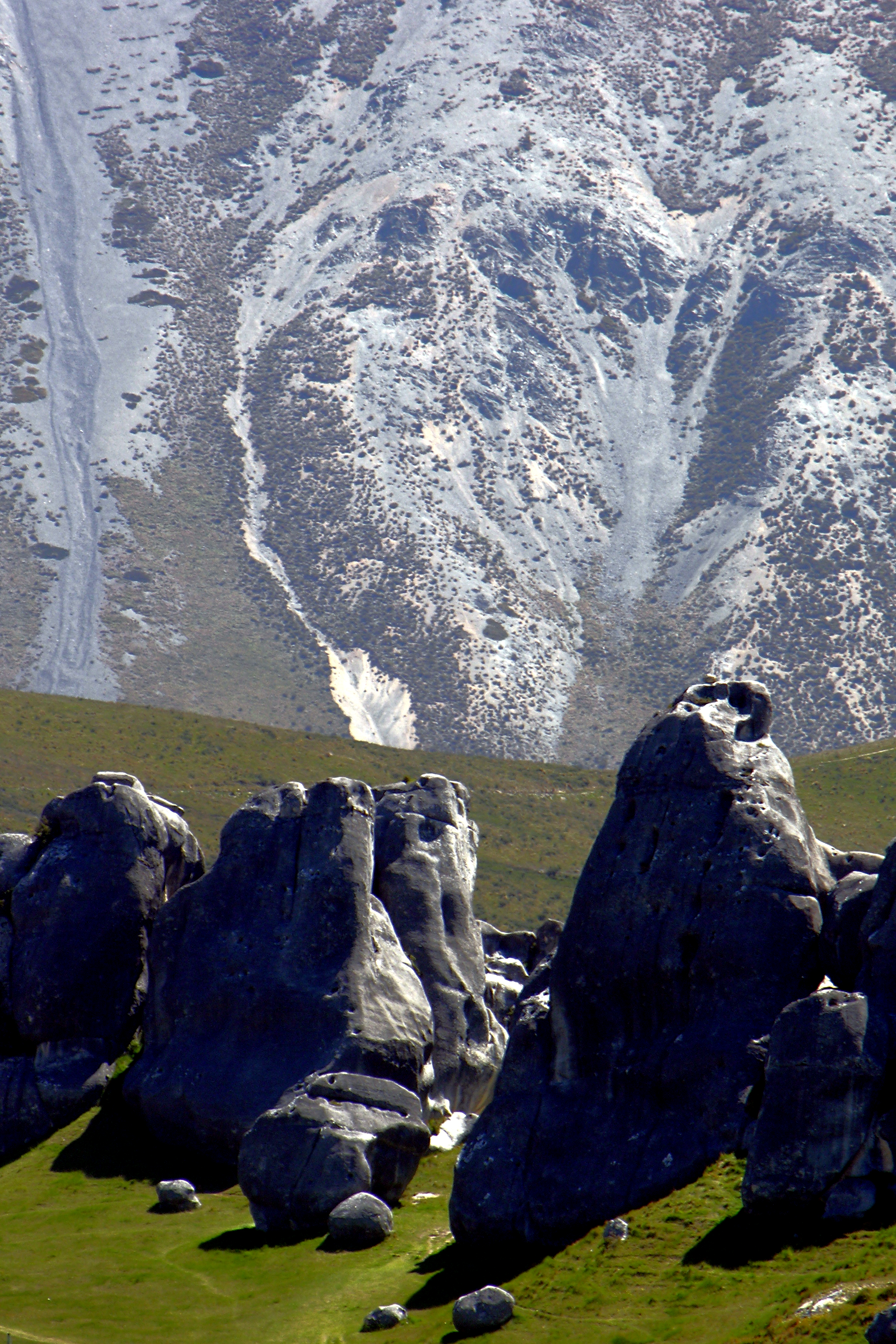
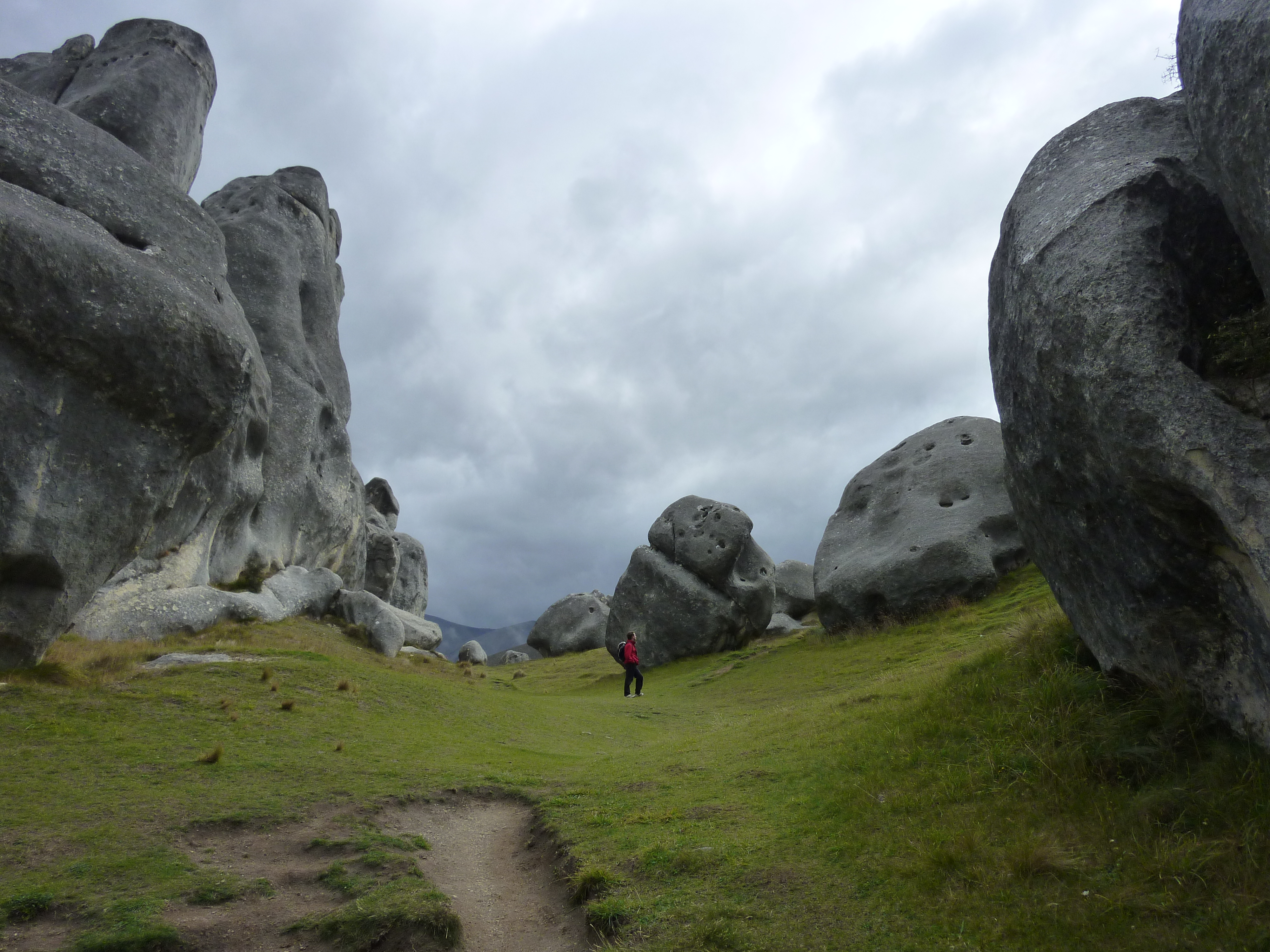
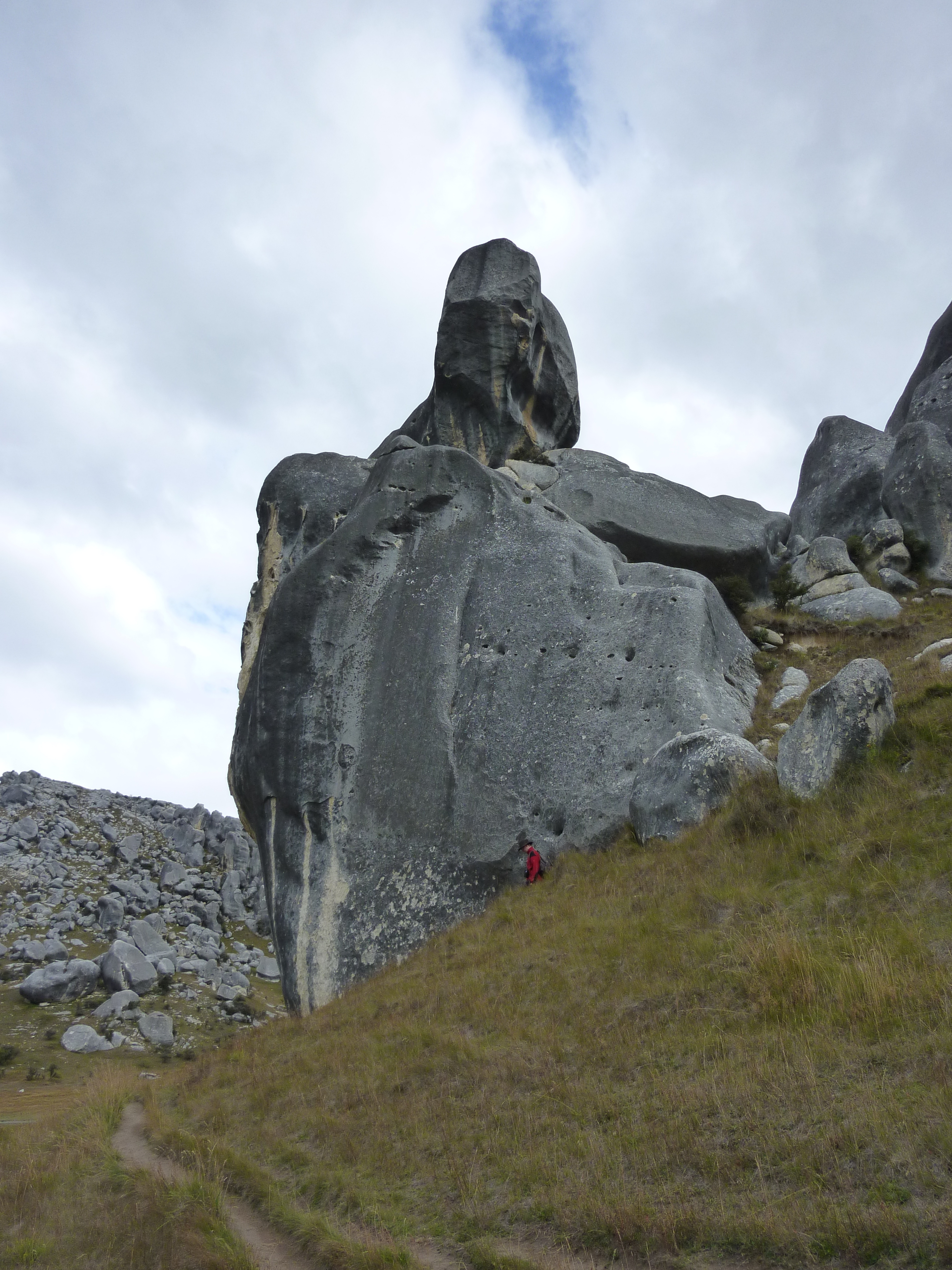
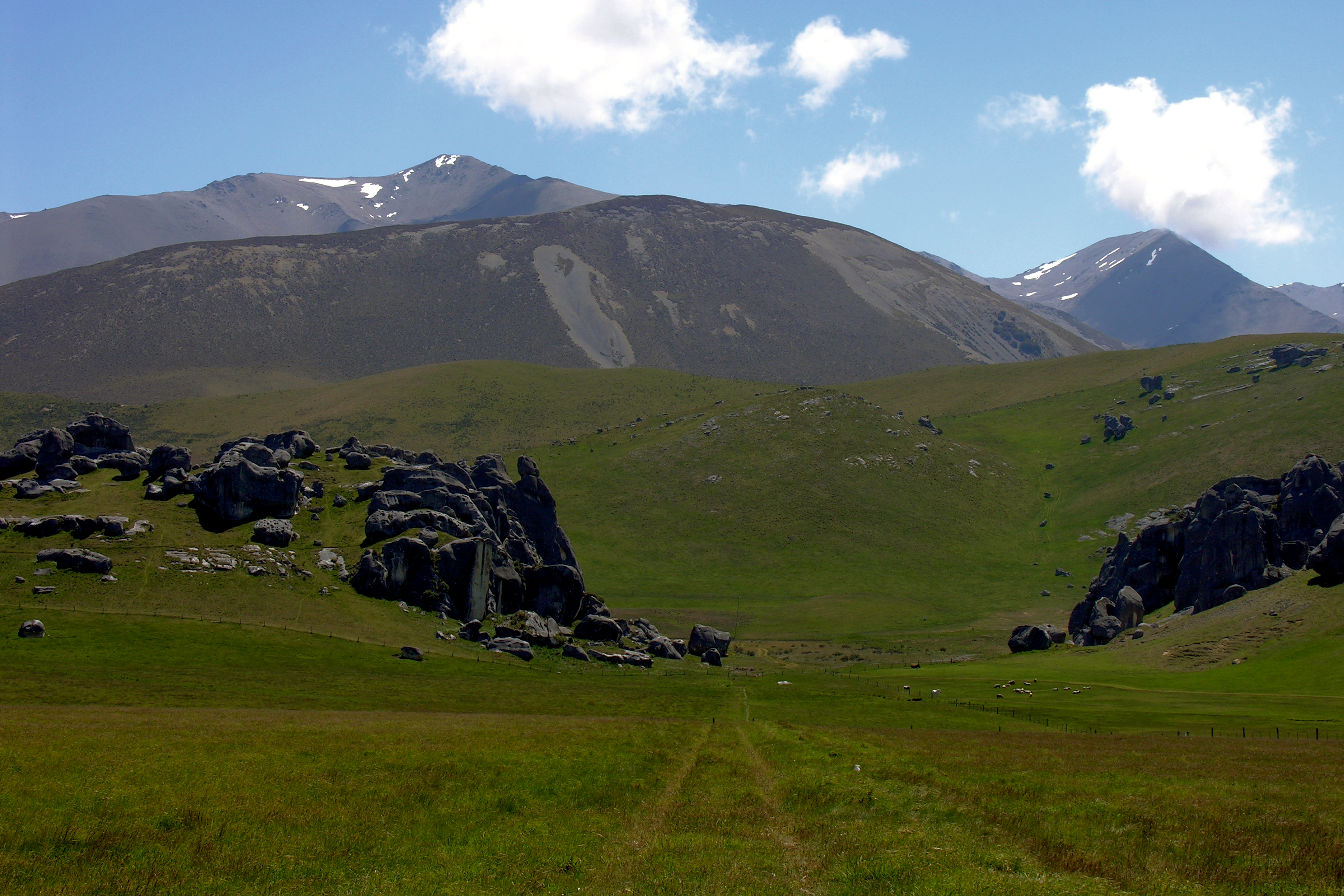